# Eduard Osenbrüggen

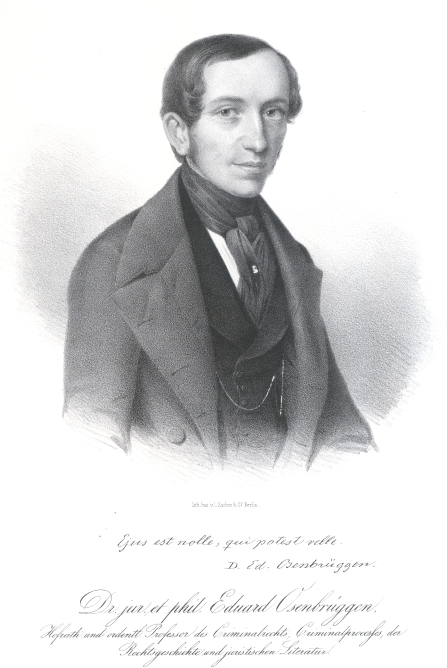
Eduard Osenbrüggen um 1850

Eduard Osenbrüggen (* 24. Dezember 1809 in Uetersen, Herzogtum Holstein; † 9. Juli 1879 in Fluntern) war ein deutsch-schweizerischer Kriminalrechts- und Rechtswissenschaftler und Reiseschriftsteller.

## Leben
Der Sohn des Lehrers Johann Osenbrüggen studierte nach dem Gymnasium in Hildesheim an den Universitäten Kiel und Leipzig Philologie. 1835 wurde er an der Universität Kiel  promoviert und zum Privatdozenten berufen. Durch die Bearbeitung der Novellen für die Kriegelsche Ausgabe des „corpus juris civilis“ (Band 3, Leipzig 1840) begann er sich für die Rechtswissenschaft zu interessieren. 1841 promovierte er zum Dr. iur. Er folgte 1843 einem Ruf an die Kaiserliche Universität Dorpat als ordentlicher Professor für Kriminalrecht und -prozess, Rechtsgeschichte und juristische Literatur. 1851 musste er wegen Unstimmigkeiten mit der russischen Regierung sein Amt aufgeben und ging als ordentlicher Professor für Kriminalrecht und -prozess an die Universität Zürich, die er dreifach als Rektor präsidierte. 1863 wurde er Ehrenmitglied der Landsmannschaft Baltica Zürich, des späteren Corps Baltica Danzig. 1869 wurde er in Fluntern eingebürgert. Aufgrund seines Wirkens verlieh ihn die Stadt Zürich 1875 das Ehrenbürgerrecht. Er starb am 9. Juni 1879 in Fluntern und wurde dort auf dem ehemaligen Gemeindefriedhof (Plattenstrasse) beigesetzt.

## Wirken
Er hatte sich besonders um die Theorie des Strafrechts Verdienste erworben. Zu seinen bekanntesten Rechtschriften zählen: Die Brandstiftung (1854), Kasuistik des Kriminalrechts (1854) und Der Hausfrieden (1857). Des Weiteren schrieb er Bücher über die germanische Frühgeschichte im schweizerischen Raum und kulturgeschichtliche Bücher über die Schweiz, von denen die Werke Kulturhistorischen Bilder aus der Schweiz (1862 u. 1864, 2. Aufl. 1867) und Das Hochgebirge der Schweiz (1875) besondere Beachtung fanden.

## Veröffentlichungen (Auswahl)
- De jure belli et pacis Romanorum. Leipzig 1836.
- Zur Interpretation des corpus juris civilis. Kiel 1842.
- Cicero's Rede für Sextus Roscius aus Ameria. Hamburg 1844.
- Cicero's Rede für T. Annius Milo. Hamburg 1844.
- Nordische Bilder. Leipzig 1853.
- Die Brandstiftung in den Strafgesetzbüchern Deutschlands und der deutschen Schweiz. Leipzig 1854.
- Casuistik des Criminalrechts. Schaffhausen 1854.
- Der Hausfrieden. Erlangen 1857.
- Abhandlungen aus dem deutschen Strafrecht. Band 1, Erlangen 1857.
- Deutsche Rechtsalterthümer aus der Schweiz. Heft 1–3, Zürich 1858–59.
- Das alamannische Strafrecht. Schaffhausen 1860.
- Das Strafrecht der Langobarden. Schaffhausen 1863.
- Kulturhistorischen Bilder aus der Schweiz. Leipzig 1863.
- Rechtsalterthümer aus österreichischen Pantaidingen. Wien 1863.
- Neue kulturhistorischen Bilder aus der Schweiz. Leipzig 1864.
- Die Gastgerichte des deutschen Mittelalters. Wien 1865.
- Kulturhistorischen Bilder aus der Schweiz. Leipzig 1862/1864. 2. Auflage. 1867.
- Studien zur deutschen und schweizerischen Rechtsgeschichte. Schaffhausen  1868.
- Wanderstudien aus der Schweiz. Band 1–5, Schaffhausen 1867–76. Band 6, Basel 1881.
- Studien zur deutschen und schweizerischen Rechtsgeschichte. Schaffhausen 1868.
- Die Schweizer. Berlin 1874.
- Das Hochgebirge der Schweiz. 2. Auflage. Basel 1875.
- Daheim und in der Fremde. Berlin 1875.
- Die Schweiz in den Wandlungen der Neuzeit. Berlin 1876.
- Der Gotthard und das Tessin. Basel 1877.
- Eine Metamorphose im deutschen Strafrecht. Berlin 1878.
- Das Berner Oberland. Darmstadt 1881.